# Shining Force Feather
Shining Force Feather (シャイニング・フォース フェザー?, Shainingu Fōsu Fezā) è un videogioco di ruolo-strategico a turni sviluppato da Flight-Plan e pubblicato da SEGA. È il diciottesimo capitolo della saga principale della serie di videogiochi Shining series, senza contare i remake ed è stato pubblicato in Giappone il 19 febbraio 2009. Prodotto da Yoichi Shimosato, il videogioco vanta il character design di pako e Noizi Itō, che in precedenza aveva lavorato per La malinconia di Haruhi Suzumiya e le animazioni realizzate dallo studio Gonzo. È il primo titolo della serie Shining ad essere pubblicato per Nintendo DS.

## Trama
3000 anni prima dell'inizio della storia, una guerra tra la Shining Force e il Kyomu fece precipitare il mondo nel caos. Quella guerra è ricordata principalmente in oggetti noti come manufatti, che furono sigillati dopo le ostilità. 3.000 anni dopo, un giovane cacciatore di tesori di nome Jin e il suo amico Bail scoprono una rovina nascosta dove rinvengono un manufatto perduto e risvegliano accidentalmente una ragazza androide di nome Alfin. Da questo momento in poi i tre inizieranno un'avventura alla ricerca di alcuni manufatti perduti.

## Modalità di gioco
Il gioco è essenzialmente diviso in tre parti: una dedicata allo sviluppo della storia, una alle battaglie in cui si potranno controllare più personaggi alleati per affrontare il nemico ed un'altra in cui bisognerà cercare di rinforzare i membri della propria squadra. Il compito del giocatore sarà quello di guidare il proprio party in varie località svolgendo varie missioni e affrontando numerosi nemici in battaglia. Gli scontri si svolgono posizionando inizialmente le unità alleate sul campo in modo da poter contrastare quelle nemiche nel modo più efficace possibile. Le meccaniche sono quelle di un classico strategico a turni dove si avrà il compito di impartire gli ordini a ciascuno dei personaggi scesi in campo. Quest'ultimi potranno spostarsi in un punto preciso della mappa che rientri nel proprio raggio d'azione per poi attaccare gli avversari cercando di far esaurire i loro HP prima che questi possano precederli. Sia per attaccare che per muoversi si avranno a disposizione degli indicatori appositi denominati Forza e Sposta che poco a poco si svuoteranno entro la fine del turno e si potranno continuare ad eseguire tali azioni a proprio piacimento fino a quando non saranno completamente vuoti. Al momento dell'attacco, viene visualizzata una barra dedicata sotto il personaggio scelto e si potranno incrementare i danni premendo il tasto apposito con il giusto tempismo.
Durante la fase di battaglia si potrà continuare ad attaccare la propria nemesi premendo il relativo tasto, il quale aumenterà l'indicatore di raffica, e con il progredire di quest'ultimo, il danno aumenterà volta per volta. Oltre alle normali abilità di attacco, sono presenti vari tipi: attacchi simultanei, forza MAX, attacchi d'unione e attacchi di connessione, i quali possono essersi lanciati quando la forza del personaggio è al 100%. Quando quest'ultima è al massimo sarà possibile attaccare più unità nemiche all'interno del proprio raggio d'azione e il danno causato al secondo e ai successivi nemici cambia a seconda del tipo di arma equipaggiata. La forza MAX è come una mossa speciale e per ogni personaggio vengono determinate varie abilità, come quelle che causano gravi danni a tutte le unità nemiche all'interno del raggio d'azione e quelle che aumentano notevolmente le statistiche di quelle alleate. L'attacco d'unione invece consente di attaccare i nemici entro un certo raggio con due o più membri della propria squadra, i cui danni verranno sommati e semplificheranno la sconfitta dell'avversario. L'attacco di connessione può essere eseguito solo quando l'ordine delle azioni degli alleati è continuo e compaiono uno dopo l'altro per attaccare un nemico. La grande differenza rispetto all'attacco simultaneo è che si può effettuare con tre o più alleati.
Oltre a questi attacchi, è presente anche un'azione chiamata abilità sul campo. Le abilità sul campo possono essere suddivise in tre tipi: quelle che attaccano una o più unità nemiche nel raggio d'azione, quelle che curano gli alleati e quelle che aiutano a rafforzare quest'ultimi. A differenza degli attacchi introdotti in precedenza, le abilità sul campo non richiedono la pressione di un tasto quando si interrompe una battaglia, quindi si possono ottenere sempre delle prestazioni stabili. Se si vince al meglio una battaglia, si otterranno dei punti esperienza e dei Mithril, ovvero la moneta di gioco. Se si guadagnano sufficienti punti esperienza e si salirà di livello, si potranno apprendere nuove abilità e migliorare varie statistiche, che consentiranno anche di assegnare punti bonus alle statistiche che si preferisce.
Ogni capitolo è composto da due parti di battaglia, in mezzo alle quali ci si potrà muovere a bordo dell'idrovolante per parlare con i propri compagni di squadra e aggiornare l'equipaggiamento. Saranno inoltre disponibili anche degli scontri liberi che permetteranno di salire di livello e migliorarsi a tal punto da poter proseguire più facilmente nel corso della storia. Oltre al potenziamento del personaggio, è disponibile una parte esplorativa a bordo dell'idrovolante in cui si potranno spendere i Mithril raccolti finora. Nella sala sarà presente una bacheca dove si potrà controllare il numero dei nemici sconfitti negli scontri precedenti, il danno cumulativo massimo e altri dati ed un'altra bacheca che offrirà dei suggerimenti per aiutare a catturare dei mostri. Man mano che il livello della sala aumenta, si potranno anche avere delle conversazioni speciali con gli altri compagni.
Nella libreria si potranno vedere le informazioni riguardando il mondo, la trama, i personaggi e le loro storie, nonché i file dei nemici che consentiranno di controllare lo stato dettagliato delle unità nemiche e degli oggetti posseduti. Nella sala medica si potranno ottenere delle cure per rendere più resistenti i membri del party quando subiranno effetti negativi come ad esempio l'avvelenamento. Nella stanza di battaglia ci si potrà esercitare affrontando degli scontri liberi atti ad aumentare i punti esperienza e i Mithril, inoltre ci si può anche esercitare a sfruttare a pieno gli attacchi legati alla forza.

## Accoglienza
Shining Force Feather ha ottenuto un punteggio di 32/40 dalla rivista Famitsū, basato sulla somma dei punteggi (da 0 a 10) dati al gioco da quattro recensori della rivista.
Tetsuji Sugawara del sito web GAME Watch lo considerò come un gioco di ruolo che riportava la serie alle origini. Fu apprezzata la caratterizzazione dei personaggi che vennero definiti come unici ed era divertente anche solo osservare l'interazione fra di loro. Il doppiaggio venne ritenuto splendido e i filmati che riproducevano le scene più importanti permettevano di godersi una produzione efficace che sembrava andare oltre a ciò che poteva offriva il DS, finendo per attrarre il giocatore senza che questi se ne potesse accorgere. Un punto negativo era legato alle tecniche forza MAX che ogni personaggio aveva, le quali avevano la capacità di elevare lo status degli alleati, rendendo questi troppi forti e di conseguenza semplificando troppo la partita. In particolare, la capacità di aumentare notevolmente la potenza difensiva sembrava indebolire la tensione dello scontro, in quanto il danno ricevuto poteva essere ridotto subito. Per quanto riguarda forza MAX, fu ritenuto giusto limitarlo come mossa speciale del personaggi. Secondo il recensore le battaglie posto nella seconda metà della storia erano spesso feroci e ciò poteva risultare più difficile del previsto anche con un livello abbastanza alto, anche se ciò giustificava maggiormente l'abilità forza MAX. Dava invece una buona impressione il fatto che ci fosse abbastanza supporto per le persone non molto abili con questo genere di giochi, offrendo loro delle battaglie libere come mezzo per migliorare le proprie capacità e superare le fasi più difficili. Fu lodata anche la possibilità di saltare il testo dei dialoghi, la velocità di aumentare la velocità di esso e di rimuovere le sequenze d'aperture poste prima di ogni battaglia tramite le opzioni. Lo sviluppo della storia caratterizzata da un buon ritmo e l'ingegnosità dettagliata erano stati realizzati in modo che il giocatore potesse giocare comodamente. Il gioco era accuratamente accompagnato da vari incantesimi e si rilevava un divertente gioco di simulazione a tal punto da permettere di godere di attacchi esilaranti accompagnati dallo scenario in cui i personaggi attraenti si scatenavano in tutte le direzioni. La storia era godibile non solo per i fan della serie Shining, ma anche da chi non l'aveva mai conosciuta prima, finendo per consigliare il gioco ad entrambe le categorie.